# Весёлая (Липецкая область)
Весёлая — деревня, центр Веселовского сельского поселения Долгоруковского района Липецкой области.

## География
Деревня Весёлая находится в западной части Долгоруковского района, в 21 км к западу от села Долгоруково. Располагается на левом берегу реки Олым.

## История
Весёлая возникла в середине XVIII века. Упоминается в «Экономических примечаниях Елецкого уезда» 1778 года как «Цуриково». В «Списке населённых мест Орловской губернии» 1866 года значится как владельческая деревня «Веселое (Белый Конь), при реке Олыме» имела 71 двор и 810 жителей. В середине XIX века составляла единый населённый пункт с соседней деревней Белый Конь. Названия «Весёлая» и «Белый Конь» — мода помещиков в XVIII веке давать вновь заводимым селениям вычурно-красивые названия.
В 1872 году в Весёлой по инициативе крестьян на общественной земле и на общественные средства было построено училище.
В начале XX века веселовцы состояли в приходе Троицкой церкви села Новотроицкое.
В 1880 году в Весёлой 114 дворов и 796 жителей. С 1926 года деревня Весёлая — центр сельсовета, имеется 147 дворов, в которых проживает 903 жителя. В 1932 году — 987 жителей.
Во время Великой Отечественной войны Весёлая была временно оккупирована гитлеровцами. 30 ноября 1941 года подразделения 45-й пехотной немецкой дивизии, форсировали реку Олым и заняли несколько рядом расположенных селений – Русскую Казинку, Николаевку, Сухой Ольшанец и Весёлую. 10 декабря в ходе Елецкой наступательной операции Красной армии Весёлая была освобождена.
До 1920-х годов деревня относилась к Богато-Платовской волости Елецкого уезда Орловской губернии. В 1928 году деревня вошла в состав Долгоруковского района Елецкого округа Центрально-Чернозёмной области. После разделения ЦЧО в 1934 году Долгоруковский район вошёл в состав Воронежской, в 1935 — Курской, а в 1939 году — Орловской области. С 6 января 1954 года в составе Долгоруковского района Липецкой области.

## Население
| 1866 | 1880 | 1926 | 1932 | 2010 |
| ---- | ---- | ---- | ---- | ---- |
| 810  | ↘796 | ↗903 | ↗987 | ↘320 |

## Улицы
- Молодёжная
- Старосельская

## Транспорт
Весёлая связана с районным центром Долгоруково асфальтированной дорогой. Пассажирское сообщение осуществляется автобусом, курсирующим по маршруту Долгоруково — Новотроицкое.
Грунтовыми дорогами Весёлая связана с деревнями Николаевкой, Белый Конь.

## Известные жители
В селе родились:
- Дудченко, Иван Андреевич (1912—44) — Герой Советского Союза.
- Ярыгин, Иван Яковлевич (1912—88) — кавалер ордена Славы 3-х степеней.